# ICC Awards
Les ICC Awards sont un ensemble de récompenses individuelles et collectives remises chaque année par l'International Cricket Council à des joueurs de cricket et à des équipes internationales. La première cérémonie des ICC Awards a été organisée en 2004.

## Catégories
Divers trophées sont remis chaque année. Le « Sir Garfield Sobers Trophy » est remis au meilleur joueur de l'année.

## Palmarès

### Sir Garfield Sobers Trophy
Le trophée « Sir Garfield Sobers », du nom de l'ancien joueur polyvalent des Indes occidentales, distingue le meilleur joueur de l'année.

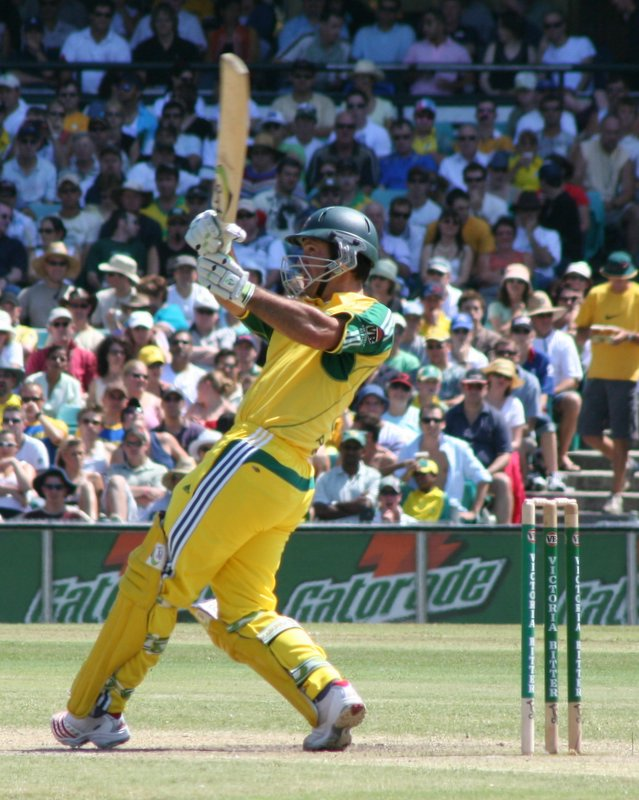
Ricky Ponting, deux fois élu « joueur de l'année ».

| Année | Vainqueur(s)           | Équipe nationale   |
| ----- | ---------------------- | ------------------ |
| 2004  | Rahul Dravid           | Inde               |
| 2005  | Andrew Flintoff        | Angleterre         |
| 2005  | Jacques Kallis         | Afrique du Sud     |
| 2006  | Ricky Ponting          | Australie          |
| 2007  | Ricky Ponting (2)      | Australie (2)      |
| 2008  | Shivnarine Chanderpaul | Indes occidentales |
| 2009  | Mitchell Johnson       | Australie (3)      |
| 2010  | Sachin Tendulkar       | Inde (2)           |
| 2011  | Jonathan Trott         | Angleterre (2)     |
| 2012  | Kumar Sangakkara       | Sri Lanka          |
| 2013  | Michael Clarke         | Australie (4)      |
| 2014  | Mitchell Johnson (2)   | Australie (5)      |
| 2015  | Steve Smith            | Australie (6)      |
| 2016  | Ravichandran Ashwin    | Inde (3)           |
| 2017  | Virat Kohli            | Inde (4)           |
| 2018  | Virat Kohli            | Inde (5)           |
| 2019  | Ben Stokes             | Angleterre (3)     |
| 2021  | Shaheen Afridi         | Pakistan           |

### Joueur de Test cricket de l'année
| Année | Vainqueur(s)     | Équipe nationale   |
| ----- | ---------------- | ------------------ |
| 2004  | Rahul Dravid     | Inde               |
| 2005  | Jacques Kallis   | Afrique du Sud     |
| 2006  | Ricky Ponting    | Australie          |
| 2007  | Mohammad Yousuf  | Pakistan           |
| 2008  | Dale Steyn       | Afrique du Sud (2) |
| 2009  | Gautam Gambhir   | Inde (2)           |
| 2010  | Virender Sehwag  | Inde (3)           |
| 2011  | Alastair Cook    | Angleterre         |
| 2012  | Kumar Sangakkara | Sri Lanka          |
| 2013  | Michael Clarke   | Australie (2)      |
| 2014  | Mitchell Johnson | Australie (3)      |

### Joueur de One-day International de l'année
| Année | Vainqueur(s)             | Équipe nationale   |
| ----- | ------------------------ | ------------------ |
| 2004  | Andrew Flintoff          | Angleterre         |
| 2005  | Kevin Pietersen          | Angleterre (2)     |
| 2006  | Michael Hussey           | Australie          |
| 2007  | Matthew Hayden           | Australie (2)      |
| 2008  | Mahendra Singh Dhoni     | Inde               |
| 2009  | Mahendra Singh Dhoni (2) | Inde (2)           |
| 2010  | A. B. de Villiers        | Afrique du Sud     |
| 2011  | Kumar Sangakkara         | Sri Lanka          |
| 2012  | Virat Kohli              | Inde (3)           |
| 2013  | Kumar Sangakkara (2)     | Sri Lanka (2)      |
| 2014  | A. B. de Villiers        | Afrique du Sud (2) |

### Performance de l'année en Twenty20
| Année | Vainqueur(s)         | Équipe nationale     |
| ----- | -------------------- | -------------------- |
| 2008  | Yuvraj Singh         | Inde                 |
| 2009  | Tillakaratne Dilshan | Sri Lanka            |
| 2010  | Brendon McCullum     | Nouvelle-Zélande     |
| 2011  | Tim Southee          | Nouvelle-Zélande (2) |
| 2012  | Richard Levi         | Afrique du Sud       |
| 2013  | Umar Gul             | Pakistan             |
| 2014  | Aaron Finch          | Australie            |

### Révélation de l'année
| Année | Vainqueur(s)      | Équipe nationale       |
| ----- | ----------------- | ---------------------- |
| 2004  | Irfan Pathan      | Inde                   |
| 2005  | Kevin Pietersen   | Angleterre             |
| 2006  | Ian Bell          | Angleterre (2)         |
| 2007  | Shaun Tait        | Australie              |
| 2008  | Ajantha Mendis    | Sri Lanka              |
| 2009  | Peter Siddle      | Australie (2)          |
| 2010  | Steven Finn       | Angleterre (3)         |
| 2011  | Devendra Bishoo   | Indes occidentales     |
| 2012  | Sunil Narine      | Indes occidentales (2) |
| 2013  | Cheteshwar Pujara | Inde (2)               |
| 2014  | Gary Ballance     | Angleterre (4)         |

### Capitaine de l'année
| Année | Vainqueur(s)       | Équipe nationale |
| ----- | ------------------ | ---------------- |
| 2006  | Mahela Jayawardene | Sri Lanka        |
| 2007  | Ricky Ponting      | Australie        |
| 2008  | Ricky Ponting (2)  | Australie (2)    |

### Joueuse de l'année
| Année | Vainqueur(s)        | Équipe nationale       |
| ----- | ------------------- | ---------------------- |
| 2006  | Karen Rolton        | Australie              |
| 2007  | Jhulan Goswami      | Inde                   |
| 2008  | Charlotte Edwards   | Angleterre             |
| 2009  | Claire Taylor       | Angleterre (2)         |
| 2010  | Shelley Nitschke    | Australie (2)          |
| 2011  | Stafanie Taylor     | Indes occidentales     |
| 2012  | Stafanie Taylor (2) | Indes occidentales (2) |

| Année | Vainqueur(s) | Équipe nationale |
| ----- | ------------ | ---------------- |
| 2013  | Suzie Bates  | Nouvelle-Zélande |
| 2014  | Sarah Taylor | Angleterre       |

| Année | Vainqueur(s) | Équipe nationale |
| ----- | ------------ | ---------------- |
| 2013  | Sarah Taylor | Angleterre       |
| 2014  | Meg Lanning  | Australie        |

### Joueur d'une équipe associée de l'année
| Année | Vainqueur(s)           | Équipe nationale |
| ----- | ---------------------- | ---------------- |
| 2007  | Thomas Odoyo           | Kenya            |
| 2008  | Ryan ten Doeschate     | Pays-Bas         |
| 2009  | William Porterfield    | Irlande          |
| 2010  | Ryan ten Doeschate (2) | Pays-Bas (2)     |
| 2011  | Ryan ten Doeschate (3) | Pays-Bas (3)     |

### Arbitre de l'année
| Année | Vainqueur(s)     | Pays          |
| ----- | ---------------- | ------------- |
| 2004  | Simon Taufel     | Australie     |
| 2005  | Simon Taufel (2) | Australie (2) |
| 2006  | Simon Taufel (3) | Australie (3) |
| 2007  | Simon Taufel (4) | Australie (4) |
| 2008  | Simon Taufel (5) | Australie (5) |
| 2009  | Aleem Dar        | Pakistan      |
| 2010  | Aleem Dar (2)    | Pakistan (2)  |
| 2011  | Aleem Dar (3)    | Pakistan (3)  |

### Esprit du cricket
| Année | Vainqueur(s)                |
| ----- | --------------------------- |
| 2004  | Nouvelle-Zélande            |
| 2005  | Angleterre                  |
| 2006  | Angleterre (2)              |
| 2007  | Sri Lanka                   |
| 2008  | Sri Lanka (2)               |
| 2009  | Nouvelle-Zélande (2)        |
| 2010  | Nouvelle-Zélande (3)        |
| 2011  | Mahendra Singh Dhoni (Inde) |

### Choix du public
| Année | Vainqueur(s)     | Équipe nationale |
| ----- | ---------------- | ---------------- |
| 2010  | Sachin Tendulkar | Inde             |
| 2011  | Kumar Sangakkara | Sri Lanka        |

## Sélections virtuelles

### Équipe de Test cricket de l'année
- 2004: Matthew Hayden, Herschelle Gibbs, Ricky Ponting (capitaine), Rahul Dravid, Brian Lara, Jacques Kallis, Adam Gilchrist (gardien de guichet), Chaminda Vaas, Shane Warne, Jason Gillespie, Steve Harmison.
- 2005: Virender Sehwag, Graeme Smith, Ricky Ponting (capitaine), Jacques Kallis, Brian Lara, Inzamam-ul-Haq, Andrew Flintoff, Adam Gilchrist (gardien de guichet), Shane Warne, Chaminda Vaas, Glenn McGrath. 12e homme : Anil Kumble.
- 2006: Matthew Hayden, Michael Hussey, Ricky Ponting, Rahul Dravid, Mohammad Yousuf, Kumar Sangakkara (gardien de guichet), Andrew Flintoff, Shane Warne, Makhaya Ntini, Muttiah Muralitharan, Glenn McGrath. 12e homme : Brett Lee.
- 2007: Matthew Hayden, Michael Vaughan, Ricky Ponting (capitaine), Mohammad Yousuf, Kevin Pietersen, Michael Hussey, Kumar Sangakkara (gardien de guichet), Stuart Clark, Makhaya Ntini, Mohammad Asif, Muttiah Muralitharan. 12e homme : Zaheer Khan.
- 2008: Graeme Smith (capitaine), Virender Sehwag, Mahela Jayawardene, Shivnarine Chanderpaul, Kevin Pietersen, Jacques Kallis, Kumar Sangakkara (gardien de guichet), Brett Lee, Ryan Sidebottom, Dale Steyn, Muttiah Muralitharan. 12e homme : Stuart Clark.
- 2009: Gautam Gambhir, Andrew Strauss (en), A. B. de Villiers, Sachin Tendulkar, Thilan Samaraweera, Michael Clarke, Mahendra Singh Dhoni (capitaine et gardien de guichet), Shakib Al Hasan, Mitchell Johnson, Stuart Broad, Dale Steyn. 12e homme : Harbhajan Singh.
- 2010: Virender Sehwag, Simon Katich, Sachin Tendulkar, Hashim Amla, Kumar Sangakkara, Jacques Kallis, Mahendra Singh Dhoni (capitaine et gardien de guichet), Graeme Swann, James Anderson, Dale Steyn, Doug Bollinger[1].
- 2011 : Alastair Cook, Hashim Amla, Jonathan Trott, Sachin Tendulkar, Kumar Sangakkara (capitaine et gardien de guichet), A. B. de Villiers, Jacques Kallis, Stuart Broad, Graeme Swann, Dale Steyn, James Anderson. 12e homme :  Zaheer Khan[5].

### Équipe de One-day International de l'année
- 2004: Adam Gilchrist (gardien de guichet, g), Sachin Tendulkar, Chris Gayle, Ricky Ponting (capitaine, c), Brian Lara, Virender Sehwag, Jacques Kallis, Andrew Flintoff, Shaun Pollock, Chaminda Vaas, Jason Gillespie.
- 2005: Marvan Atapattu (c), Adam Gilchrist (g), Rahul Dravid, Kevin Pietersen, Inzamam-ul-Haq, Andrew Flintoff, Andrew Symonds, Daniel Vettori, Brett Lee, Rana Naved-ul-Hasan, Glenn McGrath. 12e homme : Jacques Kallis]
- 2006 : Adam Gilchrist, Mahendra Singh Dhoni (g), Ricky Ponting, Mahela Jayawardene (c), Yuvraj Singh, Michael Hussey, Andrew Flintoff, Irfan Pathan, Brett Lee, Shane Bond, Muttiah Muralitharan. 12e : Andrew Symonds.
- 2007 : Matthew Hayden, Sachin Tendulkar, Ricky Ponting (c), Kevin Pietersen, Shivnarine Chanderpaul, Jacques Kallis, Mark Boucher (g), Chaminda Vaas, Shane Bond, Muttiah Muralitharan, Glenn McGrath. 12e homme : Michael Hussey.
- 2008: Hershelle Gibbs, Sachin Tendulkar, Ricky Ponting, Younis Khan, Andrew Symonds, Mahendra Singh Dhoni (g), Farveez Maharoof, Daniel Vettori, Brett Lee, Mitchell Johnson, Nathan Bracken. 12e homme : Salman Butt.
- 2009: Virender Sehwag, Chris Gayle, Kevin Pietersen, Tillakaratne Dilshan, Yuvraj Singh, Martin Guptill, Mahendra Singh Dhoni (c, g), Andrew Flintoff, Nuwan Kulasekara, Ajantha Mendis, Umar Gul. 12e homme : Thilan Thushara.
- 2010: Sachin Tendulkar, Shane Watson, Michael Hussey, A. B. de Villiers, Paul Collingwood, Ricky Ponting (c), Mahendra Singh Dhoni (g), Daniel Vettori, Stuart Broad, Doug Bollinger, Ryan Harris [1].
- 2011 : Tillakaratne Dilshan, Virender Sehwag, Kumar Sangakkara, A. B. de Villiers, Shane Watson, Yuvraj Singh, Mahendra Singh Dhoni (c, g), Graeme Swann, Umar Gul, Dale Steyn, Zaheer Khan. 12e homme : Lasith Malinga.